# 中山公园站 (佛山市)
中山公园站是佛山地铁3号线的一个车站，位于中国广东省佛山市禅城区文昌路、文昌西路与货站路交叉口。
该站于2024年8月23日启用。因目前3号线需要分段运行，本站为“顺德学院站至中山公园”一段的北端终点站。

## 车站结构
本站为地下二层岛式车站。

### 车站楼层
| 地下一层 | 站厅                 | 售票机、客服中心、商店、警务室、安检设施 |  |  |
| 地下二层 | 1 站台               | █3号线 终点站台                          |  |  |
|          | 岛式站台             |                                          |  |  |
|          | 2 站台               | █3号线 顺德学院站方向（下站：叠滘）      |  |  |
| 地下三层 |                      | 預留未来新线                             |  |  |
|          | 預留島式站台部分結構 |                                          |  |  |
|          |                      | 預留未来新线                             |  |  |

### 站厅

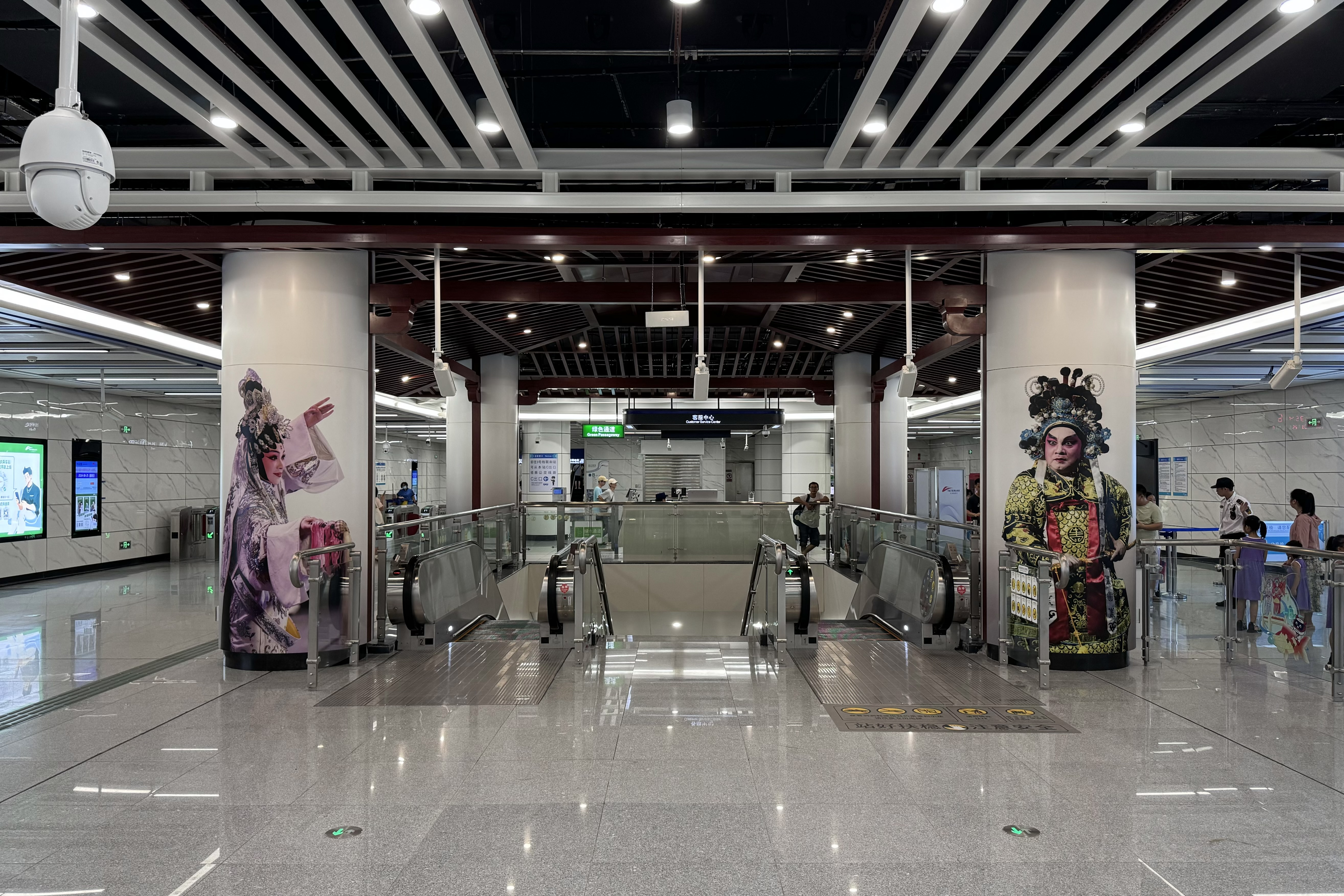
站厅

中山公园站是3号线后通段的特色车站，站厅以粤剧为主题，融入祖庙琼花会馆的设计元素，展现佛山的历史文化。

### 站台
本站设有一个岛式站台，位于文昌（西）路的地底。
本站西侧设有一条单渡线，3号线分为南北两段运行期间，从顺德学院站开出的列车均通过该渡线折返，並以本站作为南段北端的终点站。

### 出入口
本站初期设有B、C、D三个出入口供乘客进出，分布于文昌（西）路南北两侧。
|                                                             |                                                       |      |          | |
| 編號                                                        | 设施                                                  | 照片 | 出口指示 | 建議前往的目的地 |
| B                                                           | 盲道标志 · 无障碍通道标志 · 升降机标志 · 扶手电梯标志 |      | 文昌路   | 中山公园、市一中公交车站（南行）、市口腔医院（卫校）公交车站、地铁中山公园公交车站（东行）                                                                                      |
| C                                                           | 盲道标志 · 无障碍通道标志 · 升降机标志 · 扶手电梯标志 |      | 文昌路   | 货站路、城发·灯湖悦园、货站东路公交车站（东行）、市一中公交车站（北行）、货站路公交车站、水泵厂公交车站、地铁中山公园公交车站（西行）、货站路南公交车站、地铁中山公园北公交车站 |
| D                                                           | 盲道标志 · 扶手电梯标志                               |      | 文昌西路 | 中山公园、文昌路公交车站（西行）、汾江北公交车站 |
| 註： 設有 \| 設有 \| 設有 \| 設有輪椅升降台 \| 設有扶手電梯 |                                                       |      |          | |

## 历史
3号线于2012年获批时并无设置本站。2015年，3号线规划变更，线路增加中山公园站。最终本站得以落实建设。
本站于2017年8月9日起开始围蔽施工，2020年7月23日实现主体结构封底，2020年10月17日实现主体结构封顶。
2024年8月23日，本站随3号线“镇安至中山公园”段开通而启用。

## 未来发展
本站建设时預留了一個换乘节点和島式月台部分結構。預留部分原計劃由7號線使用，但由於7號線现时規劃更改至佛山高铁站，不再於本站換乘，预留部分未来能否被再次使用仍为未知之数。